# Pakostov
Pakostov je obec na Slovensku, v severní části okresu Humenné, 26 km na severozápad od okresního města, asi 25 km jižně od Medzilaboriec. Leží v údolí řeky Olky v Ondavské vrchovině, obklopená lesy. Žije zde 431 obyvatel.

## Podnebí
Obec spadá do mírného pásma s vnitrozemským klimatem. Naprší zde průměrně 7 mm za měsíc. Větry mají většinou západní až severní proudění.

## Vodstvo
Vesnicí protéká řeka Oľka.

## Flóra a fauna
Z květin se zde vyskytuje plicník lékařský, sasanka hajní, hlaváček jarní, kostival srdcovitý, kyčelnice žláznatá, heřmánek, šafrán, mateřídouška, sedmikrásky, sněženky a jiné.
V okolních lesích převládají bukové, habrové a březové porosty, dub, líska, olše, osika, smrk a borovice.
V lesích se vyskytují skoro všechny druhy naší zvěře jako jelen, srna, divočák, vlk, liška, zajíc, kuna, ježek, rys, jezevec a z ptáků: puštík obecný, jestřáb, bažanti, koroptve, vrána černá, datel, krkavec černý, hrdlička, drozd, sýček, apod. Z plazů se zde vyskytuje užovka obojková, zmije obecná a více druhů ještěrek. V bažinách se vyskytuje ropucha zelená a rosnička zelená.

## Dějiny obce
Pakostov vznikl v době 2. světové války sloučením dvou obcí:
- Petroviec – první písemná zmínka z roku 1408
- Pakostová – první písemná zmínka z roku 1453.

Do 50. let 20. století obyvatelé pracovali většinou v zemědělství a lesích, později i v průmyslových podnicích okolních měst. Nejtužší zima byla v roce 1929, kdy vymrzlo zaseté obilí. I to přispělo k velkému nedostatku potravin.

## Odívání
Lidový oděv se udržel velmi dlouho. Ženský oděv se skládal z dlouhé košile z domácího plátna, sahající po kolena. Na košili se oblékala sukně také z domácího plátna. Další sukně byla již z koupeného plátna. Vpředu se nosila zástěra tzv. "fartuch". Později se rozdělila na dvě součásti oděvu a to na spodní část, tzv. "podolek" a na horní část, která se nazývala "oplečko". Jiné spodní prádlo ženy ani dívky neznaly. Na oplečko si oblékaly lajblík a halenky. Vlasy si ženy upravovaly začesáním dozadu a zapletením do copu. Vdané ženy nosily na hlavě šátek a tzv. "mičodu", což byl kus tvrdšího papíru, připevněný ve vlasech a upevněný šátkem.
Základní součástí oděvu mužů byla košile, kterou šili z lněného plátna. Rukávy byly z jedné šířky plátna a to od ramene až po zápěstí. Límec byl úzký a svazoval se šňůrkou. V nezměněné formě se dlouho uchovaly kalhoty, spodky tzv. "gače".

## Školství
Reformou Marie Terezie v oblasti školství byla zavedena povinná školní docházka pro děti od šesti do dvanácti let. Děti se učily ve škole číst, psát a počítat. Na tabulku o rozměrech 15x20 cm s dřevěným rámečkem se psalo tzv. "grifíkom" a otírala se hadříkem. Děti do školy nosily i polínka - dvě na topení. První záznam o existenci školy v Pakostově je z roku 1857. Po roce 1918 se na škole v Pakostově začalo vyučovat slovensky. Církevní škola byla změněna na státní.

## Historické události
Velký požár v Pakostově zaznamenali 9. května 1935 . Druhý požár vznikl 11. května 1936. Viník obou velkých požárů se nikdy nenašel.

## Hospodářství a infrastruktura

### Zemědělství
Na pozemcích Pakostova se pěstuje žito, ječmen, oves, pšenice, brambory, fazole, řepa, konopí, len, bob, pohanka zelenina .